# スヴェンスカ・ダーグブラーデット

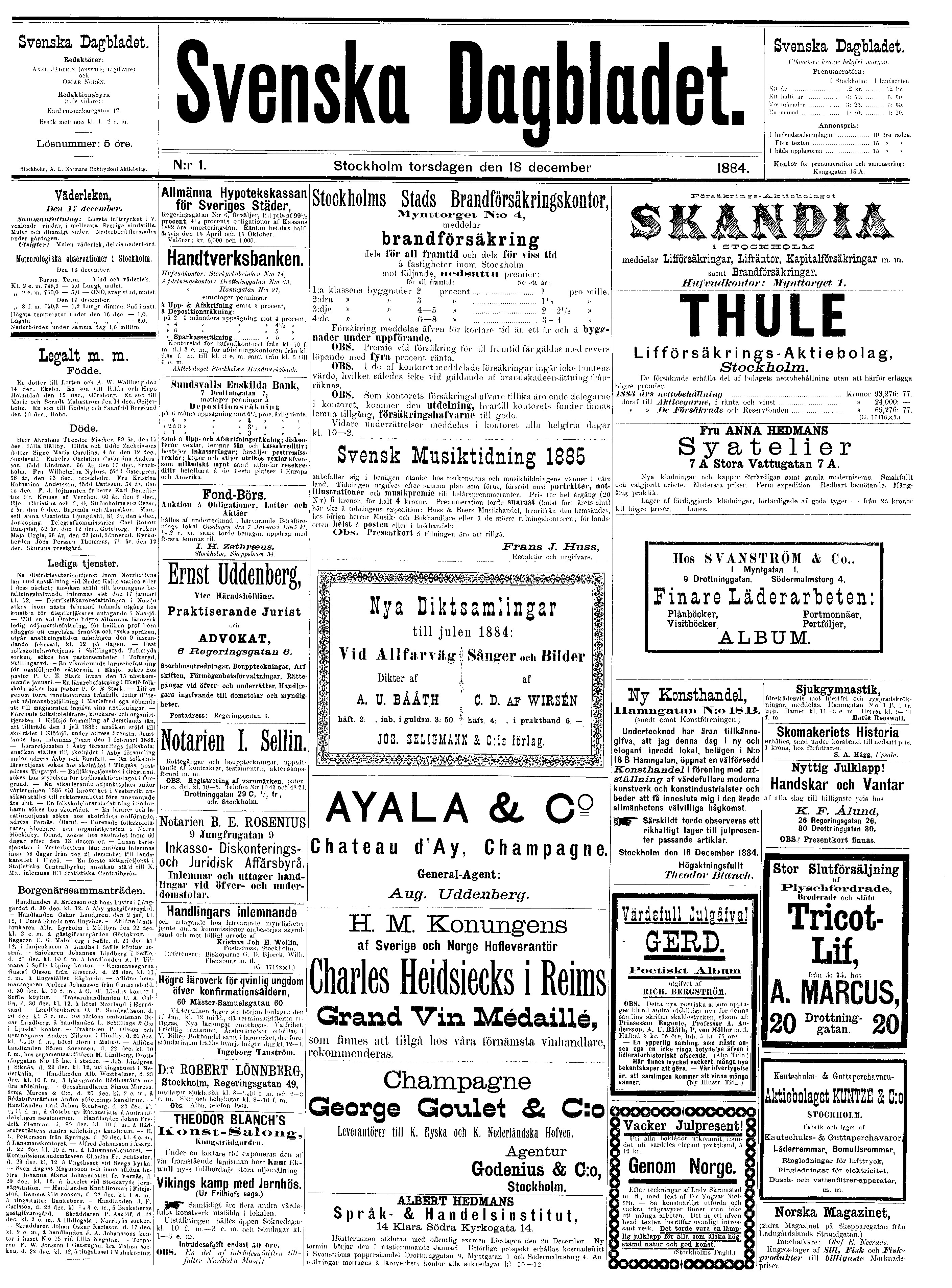
『スヴェンスカ・ダーグブラーデット』の創刊号の一面。（1884年12月18日）

『スヴェンスカ・ダーグブラーデット』（Svenska Dagbladet。一般的な省略形は SvD。名前は「スウェーデンの日刊紙」と訳される）は、スウェーデンで発行されている日刊の新聞である。
最初の号は1884年12月18日に発行された。

## 概要
『スヴェンスカ・ダーグブラーデット』はストックホルムで発行されており、ストックホルム大都市圏(en)の行政区のローカル記事を中心に国内ニュース・国際ニュースの記事を提供している。
その購読者は中部地域に集中しているが、スウェーデンの大部分に配達されている。
スウェーデンの朝刊紙の中で『スヴェンスカ・ダーグブラーデット』は、『ダーゲンス・ニュヘテル』、『Göteborgs-Posten』に次ぐ3番目に多い発行部数となっている。（2007年には195,200部）